# فرناندو سوليس نونيز
فرناندو سوليس نونيز (بالإسبانية: Fernando Solís Núñez)‏ (26 مايو 1976 في تشيلي - ) هو مدرب كرة قدم ولاعب كرة قدم تشيلي في مركز الوسط. شارك مع منتخب تشيلي لكرة القدم. أما مع النوادي، فقد لعب مع نادي أونيفرسيداد كاتوليكا ويونيون إسبانيولا وسانتياغو مورنينغ ‏ وديبورتيس ميليبيلا وأونيفرسيداد دي كونسيبسيون ‏.

## وصلات خارجية
- فرناندو سوليس نونيز على موقع قاعدة بيانات كرة القدم.إي يو (الإنجليزية)
- فرناندو سوليس نونيز على موقع ناشيونال فوتبول تيمز (الإنجليزية)
- فرناندو سوليس نونيز على موقع Soccerway.com (الإنجليزية)
- فرناندو سوليس نونيز على موقع عالم كرة القدم.نت (الإنجليزية)